# Fatal Portrait
Fatal Portrait [ˈfeɪtl ˈpɔːtreɪt], (с англ. — «Роковой портрет») — дебютный студийный альбом King Diamond, выпущенный на лейбле Roadrunner Records в 1986 году. Это единственный альбом Кинга Даймонда до сего дня, на котором отсутствуют композиции авторства гитариста Энди Ла Рока.

## Список композиций
Все тексты написаны Кингом Даймондом.
| №  | Название                              | Автор(ы)                     | Длительность |
| -- | ------------------------------------- | ---------------------------- | ------------ |
| 1. | «The Candle»                          | Кинг Даймонд                 | 6:38         |
| 2. | «The Jonah»                           | Кинг Даймонд                 | 5:15         |
| 3. | «The Portrait»                        | Кинг Даймонд                 | 5:06         |
| 4. | «Dressed in White»                    | Кинг Даймонд                 | 3:09         |
| 5. | «Charon»                              | Кинг Даймонд, Михаэль Деннер | 4:14         |
| 6. | «Lurking in the Dark»                 | Кинг Даймонд                 | 3:33         |
| 7. | «Halloween»                           | Кинг Даймонд, Михаэль Деннер | 4:12         |
| 8. | «Voices from the Past» (Instrumental) | Кинг Даймонд                 | 1:29         |
| 9. | «Haunted»                             | Кинг Даймонд, Михаэль Деннер | 3:54         |

### Бонус-треки ремастер-версии
| №  | Название                    | Автор(ы)                     | Длительность |
| -- | --------------------------- | ---------------------------- | ------------ |
| 1. | «No Presents for Christmas» | Кинг Даймонд, Михаэль Деннер | 3:23         |
| 2. | «The Lake»                  | Кинг Даймонд                 | 4:11         |

## Участники записи
- King Diamond — вокал, гитара на «Voices from the Past»
- Энди Ла Рок — гитара
- Михаель Деннер — гитара
- Тим Хансен — бас-гитара
- Микки Ди — ударные

Сессионные музыканты
- Роберто Фалькао — клавишные